# Giải vô địch bóng đá trong nhà Đông Nam Á 2007
Giải vô địch bóng đá trong nhà Đông Nam Á 2007 (AFF Futsal Championship 2007) là một giải bóng đá giữa các đội tuyển bóng đá trong nhà các quốc gia Đông Nam Á do Liên đoàn bóng đá Đông Nam Á tổ chức tại Bangkok, Thái Lan từ ngày 24 đến ngày 31 tháng 3 năm 2007.

## Vòng bảng
|  | Đội bóng đi tiếp vào vòng trong |  | Đội bóng bị loại ở vòng bảng |

Tất cả thời gian là giờ địa phương tại nơi diễn ra trận đấu.

### Bảng A
3|Đội tuyển !!width=30|số trận !!width=30|thắng !!width=30|hoà !!width=30|thua !!width=30|bàn thắng !!width=30|bàn thua !!width=30|điểm

| Malaysia    | 3 | - | - | - | - | - | - |
| Úc          | 3 | - | - | - | - | - | - |
| Philippines | 3 | - | - | - | - | - | - |
| Indonesia   | 3 | - | - | - | - | - | - |

### Bảng B
| Đội tuyển | số trận | thắng | hoà | thua | bàn thắng | bàn thua | điểm |
| --------- | ------- | ----- | --- | ---- | --------- | -------- | ---- |
| Việt Nam  | 3       | -     | -   | -    | -         | -        | -    |
| Thái Lan  | 3       | -     | -   | -    | -         | -        | -    |
| Brunei    | 3       | -     | -   | -    | -         | -        | -    |
| Myanmar   | 3       | -     | -   | -    | -         | -        | -    |

## Đấu loại trực tiếp
|  | Bán kết        | Bán kết  |               |    | Chung kết | Chung kết |
|  |                |          |               |    |           |           |
|  | 30 tháng 3     |          |               |    |           |           |
|  |                |          |               |    |           |           |
|  | Úc             | 4        |               |    |           |           |
|  | Úc             | 4        | 30 tháng 3    |    |           |           |
|  | Việt Nam       | 1        |               |    |           |           |
|  | Việt Nam       | 1        | Úc            | 1  |           |           |
|  | 30 tháng 3     |          | Úc            | 1  |           |           |
|  |                | Thái Lan | 7             |    |           |           |
|  | Thái Lan       | Thái Lan | 7             | 13 |           |           |
|  | Thái Lan       |          |               | 13 |           |           |
|  | Malaysia       | 0        |               |    |           |           |
|  | Malaysia       | 0        | Tranh hạng ba |    |           |           |
|  |                |          |               |    |           |           |
|  | 30 tháng 3     |          |               |    |           |           |
|  |                |          |               |    |           |           |
|  | Việt Nam       | 6 (7)    |               |    |           |           |
|  | Việt Nam       | 6 (7)    |               |    |           |           |
|  | Malaysia (pen) | 6 (9)    |               |    |           |           |

## Đội vô địch
| Vô địch giải bóng đá trong nhà Đông Nam Á 2007 Thái Lan Lần thứ tư |